# 河内村 (広島県御調郡)
河内村（かわちむら）は、広島県御調郡にあった村。現在の尾道市の一部にあたる。

## 地理
- 河川：御調川[2]

## 歴史
- 1889年（明治22年）4月1日、町村制の施行により、御調郡丸河南村、大田村、徳永村、丸門田村が合併して村制施行し、河内村が発足[1][2]。
- 1955年（昭和30年）2月1日、御調郡市村、今津野村、奥村、上川辺村、菅野村、諸田村（一部、大字大山田・下山田・千堂）と合併し、町制施行し御調町を新設して廃止された[1][2]。

### 地名の由来
当地は川筋と呼ばれ、川筋の内にあることから。

## 産業
- 農業

## 教育
- 1891年（明治24年）丸河南尋常小学校と丸門田簡易小学校が合併し河内尋常小学校とする[2]。